# Isla João Viera
Isla João Viera (en portugués: Ilha João Viera) es una isla importante para la anidación de las tortugas marinas en el Archipiélago de Bijagós en el país africano de Guinea-Bissau. Es también un centro de pesca en el mar y es la sede del Parque Marino de João Viera. Administrativamente pertenece al sector de bubaque en la región de Bolama. Se localiza al sur de la isla de Roxa y al noreste de Cavalos y Meio.